# 喬·皮斯柯波
喬瑟夫·查爾斯·約翰·皮斯柯波（英語：Joseph Charles John Piscopo，1951年6月17日—）是一名美國男演員、喜劇演員、音樂家、編劇和電台脫口秀主持人。他較知名的是於1980年至1984年間在電視節目《週六夜現場》中扮演了各種角色。其他作品如電影《寶貝福星》（1984年）、《黑街福星》（1986年）和《喪屍特警》（1988年）。他原本是民主黨的黨員，直到2008年改從共和黨。

## 早期生活
喬·皮斯柯波出生於紐澤西州巴賽克，主要在北卡德維爾成長。他就讀於西艾塞克斯高中，同時也是戲劇俱樂部「Masquers」的成員。於1969年從高中畢業後，皮斯柯波就讀了佛罗里达州杰克逊维尔的瓊斯學院，並獲得了廣播管理學位。

## 外部連結
- 喬·皮斯柯波在互联网电影资料库（IMDb）上的資料（英文）